# Lucia Borgonzoni
Lucia Borgonzoni, née le 18 septembre 1976 à Bologne, est une femme politique italienne, membre de la Ligue.

## Biographie
Petite-fille du peintre et partisan Aldo Borgonzoni, Lucia Borgonzoni est diplômée en arts visuels de l'Académie des beaux-arts de Bologne avec un mémoire en phénoménologie des styles. Elle expose ensuite ses œuvres dans diverses expositions en Italie et travaille comme architecte d'intérieur. 
Elle rejoint la Ligue du Nord au début des années 2000. Aux élections provinciales de 2009, elle est élue au conseil provincial de Bologne. Elle démissionne de son mandat de conseillère provinciale après son élection au conseil municipal de Bologne en 2011. 
Aux élections municipales de 2016, elle est candidate au poste de maire de Bologne pour la coalition de centre droit, obtenant 22,3 % au premier tour, mais s'incline au second tour contre le maire sortant Virginio Merola, avec 45,4 % des suffrages.
En 2018, Lucia Borgonzoni est élue sénatrice. Elle est sous-secrétaire au Patrimoine culturel et aux Activités du cabinet Conte I, de 2018 à 2019.
Pour les élections régionales du 26 janvier 2020, elle est candidate à la présidence du conseil régional d'Émilie-Romagne, soutenue par la coalition de centre droit composée de la Ligue, de Frères d'Italie, de Forza Italia, de Popolo della Famiglia ainsi que de quelques partis mineurs et de listes civiques associées. Le 26 janvier 2020, elle échoue avec 44 % des suffrages devant Stefano Bonaccini, soutenu par une coalition du centre gauche et réélu pour un second mandat avec 51 % des voix.